# Jay Weatherill

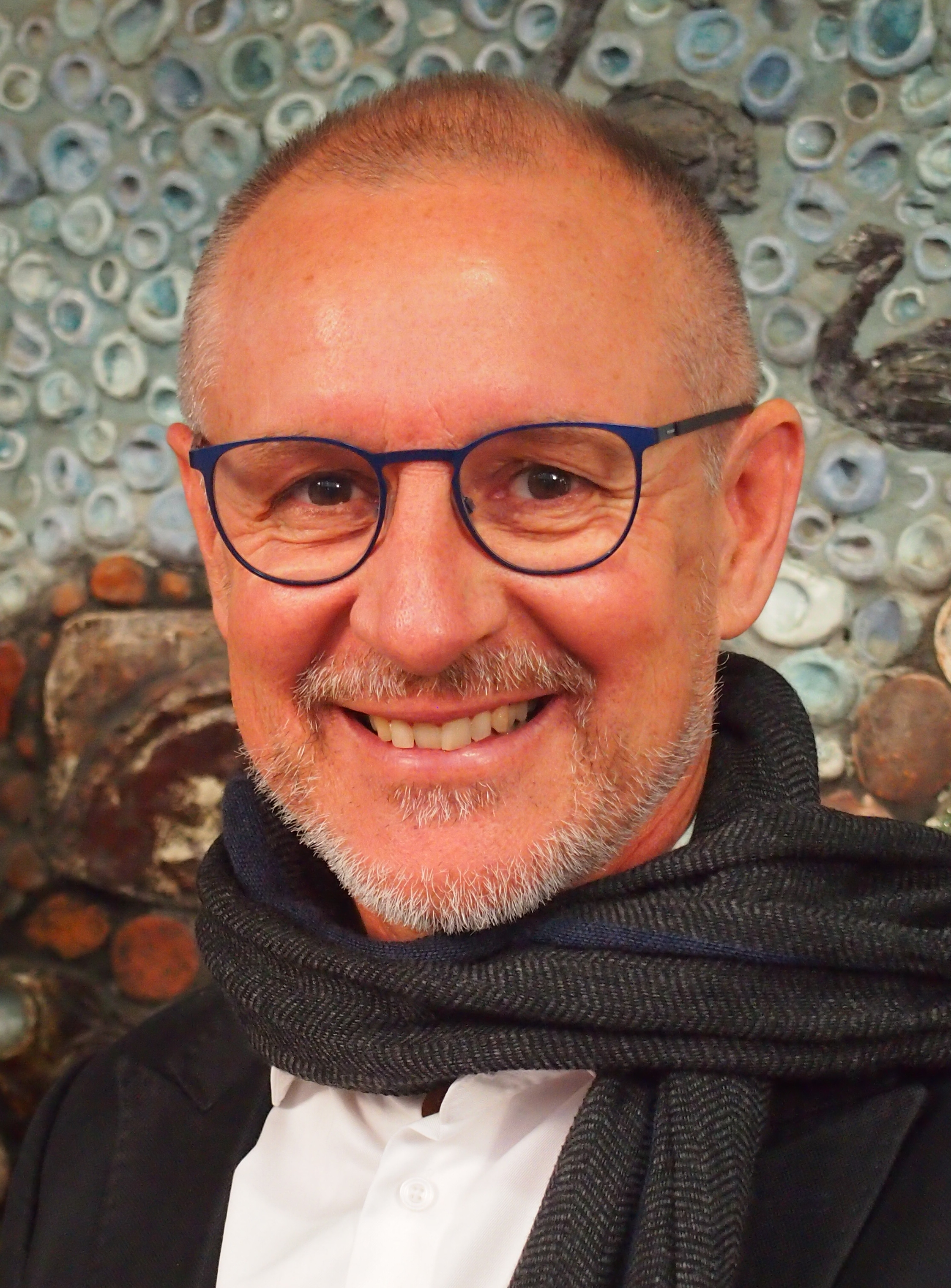
Jay Weatherill (2018)

Hon. Jay Wilson Weatherill, AO (* 3. April 1964 in Adelaide) ist ein australischer Politiker der Australian Labor Party (ALP), der unter anderem von 2002 bis 2018 Mitglied des South Australian House of Assembly war, zahlreiche Ministerämter bekleidete sowie zwischen 2011 und 2018 Premierminister von South Australia war.

## Leben

### Rechtsanwalt und Mitglied derSouth Australian House of Assembly
Jay Wilson Weatherill, dessen Vater George Weatherill (1936–2021) zwischen 1986 und 2000 für die Labor Party Mitglied des South Australian Legislative Council war, des Oberhauses des Parlaments, absolvierte nach dem Besuch der Henley High School ein Studium der Fächer Rechts- und Wirtschaftswissenschaften an der University of Adelaide. Er war zwischen 1987 und 1990 Mitarbeiter der ALP-nahen Gewerkschaft AWU (Australian Workers’ Union) und arbeitete nach seiner anwaltlichen Zulassung in der Anwaltskanzlei Duncan Hannon, wo die späteren Politiker Patrick Conlon und Isobel Redmond zu seinen Kollegen gehörten. 1995 gründete er mit Stephen Lieschke die Wirtschaftskanzlei Lieschke & Weatherill.
Bei der Wahl am 9. Februar 2002 wurde er für die Labor Party als Nachfolger seines Parteifreundes Murray De Laine im Wahlkreis Cheltenham erstmals zum Mitglied des South Australian House of Assembly gewählt, des Unterhauses des Parlaments von South Australia, und vertrat diesen Wahlkreis bis zu seinem Mandatsverzicht am 17. Dezember 2018, woraufhin dieser Wahlkreis bei der erforderlichen Nachwahl (By-election) am 9. Februar 2019 von seinem Parteifreund Joe Szakacs gewonnen wurde.

### Minister in der Regierung von Premier Mike Rann

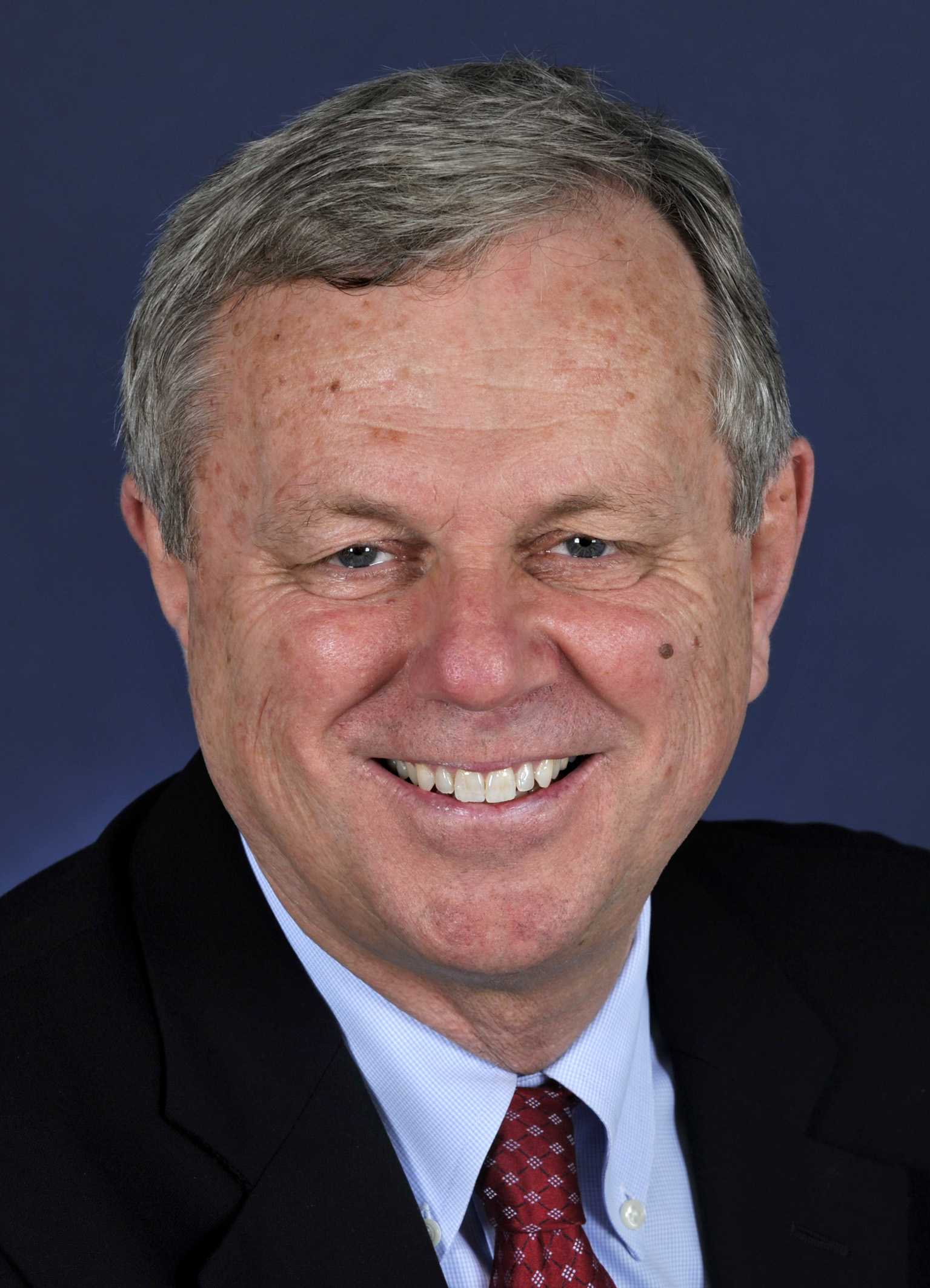
In der Regierung Premier Mike Rann bekleidete Jay Weatherill zwischen 2002 und 2011 zahlreiche Ministerämter.

Unmittelbar nach seiner ersten Wahl in die Legislativversammlung und dem Wahlsieg der ALP bei der Wahl am 9. Februar 2002 wurde Weatherill in die Regierung von Premier Mike Rann berufen und bekleidete vom 6. März 2002 bis zum 5. März 2004 die Ämter als Minister für Stadtentwicklung und Planung (Minister for Urban Development and Planning), Minister für Verwaltungsdienste (Minister for Administrative Services) sowie Minister für Wohnungswesen (Minister for Housing) und war zudem zwischen dem 2. März 2002 und dem 21. Oktober 2011 durchgehend Mitglied des Exekutivrates (Executive Council). Des Weiteren war er zwischen dem 6. März 2002 und dem 12. Mai 2003 Minister für Regierungsunternehmen (Minister for Government Enterprise), vom 6. März bis zum 3. Dezember 2002 Minister für Kommunalverwaltung (Minister for Local Government) sowie zwischen dem 4. Dezember 2002 und dem 5. März 2004 Minister für Glücksspiel (Minister for Gambling). Im Zuge einer größeren Umbildung der Regierung von Premier Rann übernahm er vom 5. März 2004 bis zum 24. Juli 2008 weiterhin das Amt als Minister für Wohnungswesen sowie zugleich in Personalunion als Minister für Familien und Gemeinschaften (Minister for Families and Communities), Minister für Menschen mit Behinderungen (Minister for Disability) sowie als Minister für das Altern (Minister for Ageing). Darüber hinaus war er zwischen dem 10. März und dem 30. Juni 2005 sowie erneut vom 27. April 2006 bis zum 3. Mai 2010 Mitglied des Ständigen parlamentarischen Ausschusses für die Ländereien der Aborigines und fungierte außerdem zwischen dem 20. Februar 2006 und dem 25. März 2010 als Minister für Angelegenheiten der Aborigines und Versöhnung (Minister for Aboriginal Affairs and Reconciliation).
Nach einer neuerlichen Umbildung der Regierung von Premier Rann nach dem Wahlsieg der ALP bei der Wahl am 18. März 2006 fungierte Weatherill zwischen dem 23. März 2006 und dem 25. März 2011 als Assistierender Minister des Premiers für Kabinettsgeschäfte und Management des öffentlichen Sektors (Assisting the Premier in Cabinet Business and Public Sector Management). Später war er zwischen dem 24. Juli 2008 und dem 21. Oktober 2011 auch noch Minister für frühkindliche Entwicklung (Minister for Early Childhood Development) sowie vom 24. Juli 2008 bis zum 25. März 2010 Minister für Umwelt und Naturschutz (Minister for Environment and Conservation). Nachdem nach dem erneuten Wahlsieg der Labor Party bei der Wahl am 20. März 2010 die Regierung Rann abermals umgebildet wurde, fungierte Weatherill zwischen dem 25. März 2010 und dem 21. Oktober 2011 ferner als Bildungsminister (Minister for Education) sowie zuletzt vom 8. Februar bis zum 21. Oktober 2011 auch noch als Minister for Science and Information Economy (Minister for Science and Information Economy).

### Premierminister von South Australia und Parteivorsitzender

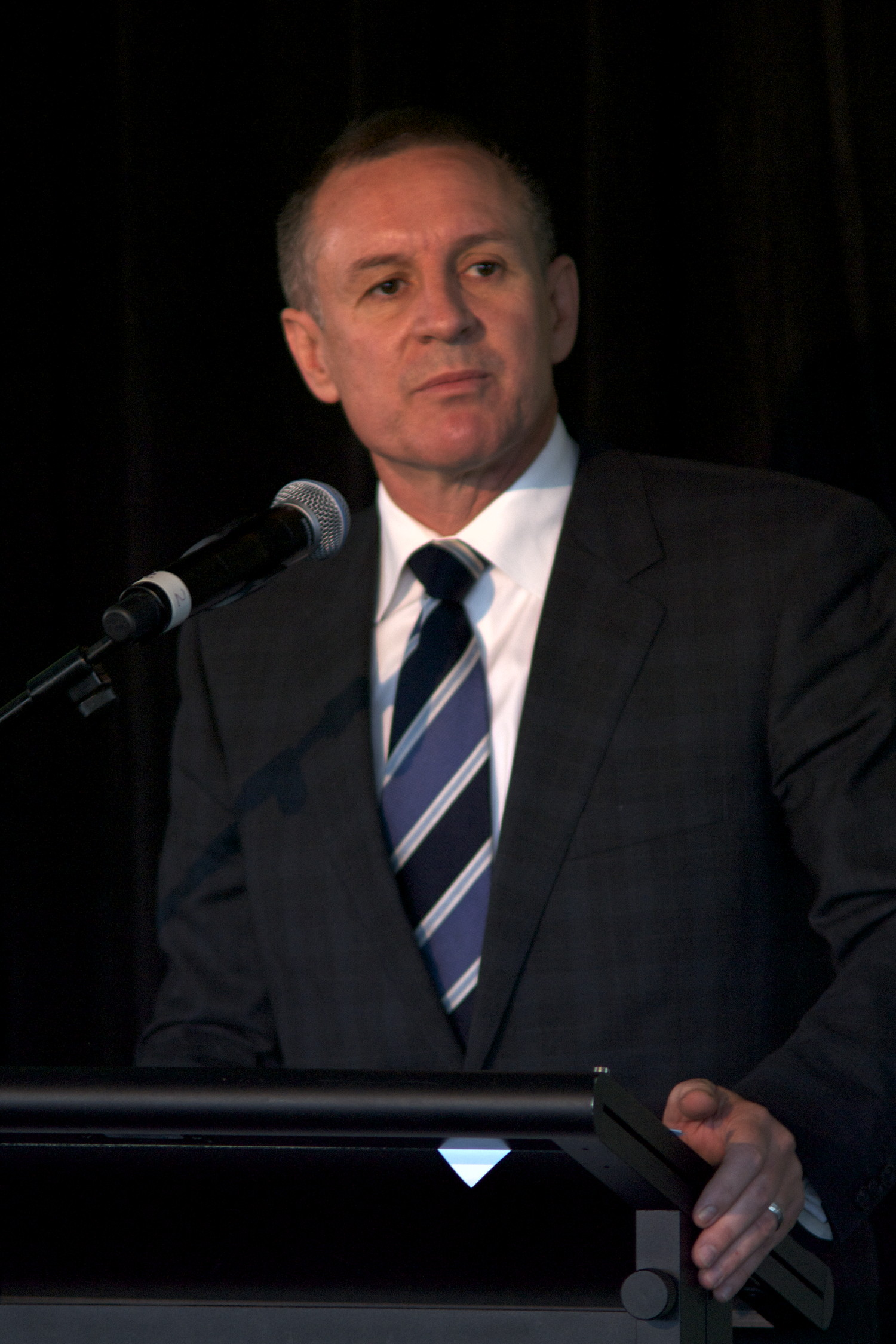
Premier Jay Weatherill (2012)

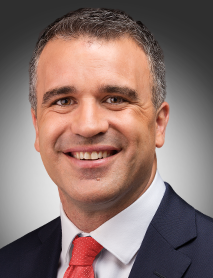
Peter Malinauskas wurde 2018 Weatherills Nachfolger als Vorsitzender der South Australian Labor Party und ist seit 2022 Premierminister von South Australia.

Nach dem Rücktritt von Mike Rann als Premier und Vorsitzender der South Australian Labor Party übernahm Jay Weatherill beide Ämter und bildete am 21. Oktober 2011 als Premier seine Regierung. In seiner Regierung fungierte er anfangs zugleich zwischen dem 21. Oktober 2011 und dem 26. März 2014 als Minister für staatliche Entwicklung (Minister for State Development) sowie in Personalunion vom 21. Januar 2013 und dem 26. März 2014 als Schatzminister (Treasurer), Minister für den öffentlichen Sektor (Minister for the Public Sector) und Minister für die Künste (Minister for The Arts) sowie zwischen dem 6. Februar und dem 26. März 2014 auch noch als Finanzminister (Minister for Finance).
Bei den Parlamentswahlen am 15. März 2014 erhielt die Liberale Partei aufgrund des Wahlsystems 44,8 Prozent der Stimmen und 22 der 47 Sitze im South Australian House of Assembly, die Labor Party 35,8 Prozent und 23 Mandate, die Grünen 8,7 Prozent und die Family First Party 6,2 Prozent jeweils keinen Sitz und parteilose Unabhängige mit 3,7 Prozent zwei Sitze. Unter Berücksichtigung der sogenannten „Two-party-preferred“-Regel kam die Labor Party auf 478.361 Wählerstimmen (47 Prozent) und die Liberal Party unter Oppositionsführer Steven Marshall sogar auf 539.495 Stimmen (53 Prozent). Die Liberalen nahmen der Labor-Partei zwar drei Sitze ab, was zu einer Pattsituation im Parlament (Hung parliament) mit 23 Sitzen für die Labor-Partei und 22 für die Liberalen führte. Das „Zünglein an der Waage“ lag bei den beiden unabhängigen „Crossbencher“ Bob Such und Geoff Brock. Brock unterstützte schließlich die amtierende Bildung einer Labor-Regierung und ermöglichte Jay Weatherill, sein Amt als Premier einer eine Minderheitsregierung fortzusetzen. Am 27. Mai 2014 trat der frühere Parteivorsitzende und Oppositionsführer Martin Hamilton-Smith aus der Liberal Party aus, die damit nur noch über 21 Sitze verfügte, und als parteiloser Minister in die Regierung von Premier Weatherill ein. In seiner Regierung übernahm Weatherill, der vom 21. Oktober 2011 bis zum 18. März 2018 weiterhin Mitglied des Exekutivrates war, zudem zwischen dem 18. September und dem 18. März 2018 wieder den Posten als Minister für Künste sowie zuletzt vom 19. Januar bis zum 18. März 2018 außerdem in Personalunion noch als Minister für Veteranenangelegenheiten (Minister for Veterans’ Affairs), Minister für Kleinunternehmen (Minister for Small Business), Minister für Investitionen und Handel (Minister for Investment and Trade), Minister für Gesundheitsindustrie (Minister for Health Industries) und Minister für Verteidigungs- und Raumfahrtindustrie (Minister for Defence and Space Industries).
Bei den Parlamentswahlen am 17. März 2018 erlitt die bislang regierende Labor Party von Premier Jay Weatherill eine Niederlage und musste nach 16-jähriger Regierungszeit in die Opposition. Die bislang oppositionelle Liberal Party unter Steven Marshall gewann 38 Prozent der Stimmen und 25 von 47 Sitzen im House of Assembly, während die Australian Labour Party 32,8 Prozent 19 Sitze erhielt. South Australia-Best unter Nick Xenophon mit 14,1 Prozent und die Grünen (Greens South Australia) unter Mark Parnell mit 6,7 Prozent verpassten trotz des Stimmenanteils aufgrund des Wahlsystems den Einzug in die Legislativversammlung. Die Wahlbeteiligung lag bei 91 Prozent. Bei den gleichzeitigen Wahlen von elf der 22 Sitze im South Australian Legislative Council, des Oberhauses des Parlaments, erhielt die Liberale Partei 32,2 Prozent der Stimmen und 4 Sitze von insgesamt neun Mandaten, die Labour 29 Prozent (vier insgesamt von neun Mandaten), SA-Best 19,4 Prozent (zwei von insgesamt zwei Mandaten) und die Grünen 5,9 Prozent (ein von insgesamt zwei Mandaten). Die Wahlbeteiligung lag auch hier bei 91,1 Prozent.
Steven Marshall übernahm daraufhin am 19. März 2018 von Weatherill das Amt des Premiers, während Weatherill nach der Wahlniederlage am 9. April 2018 als Vorsitzender der South Australian Labor Party zurücktrat und von Peter Malinauskas abgelöst wurde. Mit seinem Ausscheiden aus der Legislativversammlung durch den Mandatsverzicht am 17. Dezember 2018 zog er sich aus dem politischen Leben zurück und ist seit 2019 Chief Executive Officer (CEO) der Bildungskampagne Thrive By Five der von dem Unternehmer Andrew Forrest gegründeten Minderoo Foundation. Des Weiteren lehrt er seit 2019 auch als Professor für Industrie an der University of South Australia (UniSA). Für seine herausragenden Verdienste für die Bevölkerung und das Parlament von Südaustralien, insbesondere als Premierminister, sowie für die frühkindliche und tertiäre Bildung wurde er im Zuge des Australia Day am 26. Januar 2011 zum Officer des Order of Australia (AO) ernannt.
Aus seiner Ehe mit Melissa Weatherill gingen die beiden Töchter Lucinda and Alice hervor.